# Ceronapril
Ceronapril (INN, đề xuất tên thương mại Ceranapril, Novopril) trong một chất ức chế men chuyển hóa phosphonate  không bao giờ được bán trên thị trường.